# 迪克·普卢格
迪克·普卢格（英語：Dick Ploog，1936年11月27日—2002年7月14日），澳大利亚男子自行车运动员。他曾代表澳大利亚参加1956年夏季奥林匹克运动会自行车比赛，获得男子个人竞速赛铜牌。